# Lawrence Patrick Henry
Lawrence Patrick Henry (* 27. Juli 1934 in Kapstadt; † 4. März 2014 ebenda) war römisch-katholischer Erzbischof von Kapstadt. 

## Leben
Lawrence Patrick Henry empfing am 22. Dezember 1962 die Priesterweihe. Danach war er als Pfarrvikar im District Six tätig, wo er bis 1966 blieb.
Papst Johannes Paul II. ernannte ihn am 27. April 1987 zum Weihbischof in Kapstadt und Titularbischof von Cenculiana. Der Erzbischof von Kapstadt, Stephen Naidoo CSsR, spendete ihm am 16. August desselben Jahres die Bischofsweihe; Mitkonsekratoren waren George Francis Daniel, Erzbischof von Pretoria und Bischof des Südafrikanischen Militärordinariates, und Edward Robert Adams, Bischof von Oudtshoorn.
Am 7. Juli 1990 wurde er zum Erzbischof von Kapstadt ernannt und am 29. August desselben Jahres in das Amt eingeführt. Am 18. Dezember 2009 nahm Papst Benedikt XVI. seinen altersbedingten Rücktritt an.
Lawrence Patrick Henry starb am Vorabend des Aschermittwoch 2014, nachdem erst am Vortag bei ihm eine Krebserkrankung festgestellt worden war.
Er engagierte sich für HOPE Cape Town, eine Anti-AIDS-Stiftung des deutschen Priesters Stefan Hippler.
Henry besuchte mehrmals Deutschland. Auf Einladung von Johannes Joachim Kardinal Degenhardt nahm er 2000 am Paderborner Liborifest teil.